# Zsuffa Péter
Zsuffa Péter (1966. május 13.– ) magyar ötvös- és tűzzománcművész.

## Pályája

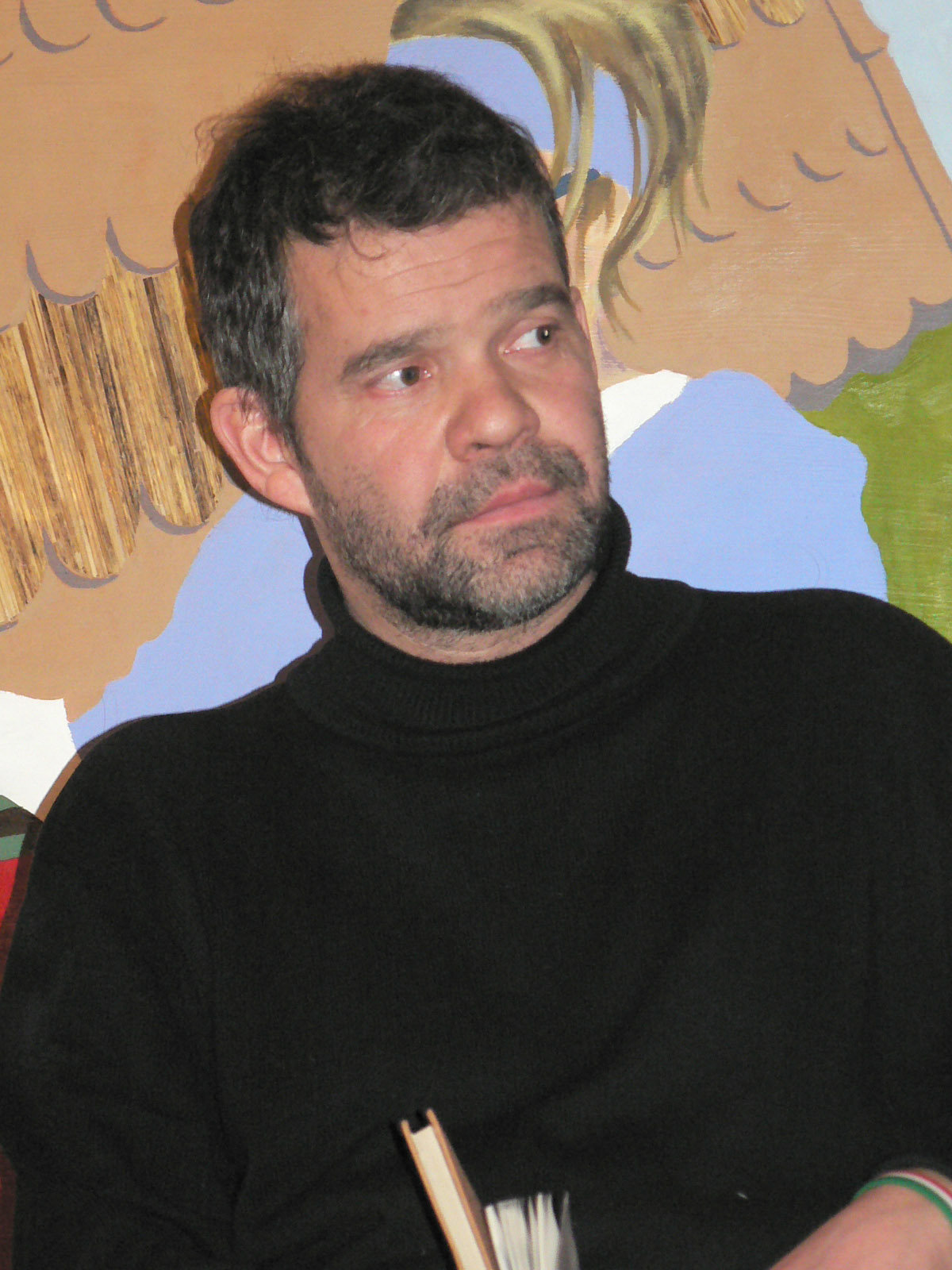
Zsuffa Péter 2006-ban

A Képző- és Iparművészeti Szakközépiskola ötvös szakán végzett, a fémfestés, azaz tűzzománc művészet mesterfogásait Rácz Gábor ötvösművész műtermében sajátította el. Alapító tagja a Szent Lukács Céh Művészeti Közösségnek. 2002-ben bekapcsolódott a solymári KUD-Art Galéria Művészbarát körébe, több egyéni és csoportos kiállítása volt a solymári KUD-Art Pincegalériában. Tanítja a fémfestés művészetet, főleg nyaranként tűzzománc kurzusokat tart. Egyházi, állami, önkormányzati, családi címerek alkotásában, a belsőépítészetben és a művészi fotók előállítása terén is szép eredményeket ért el. Igényes megrendeléseknek tesz eleget.

## Referencia munkáiból

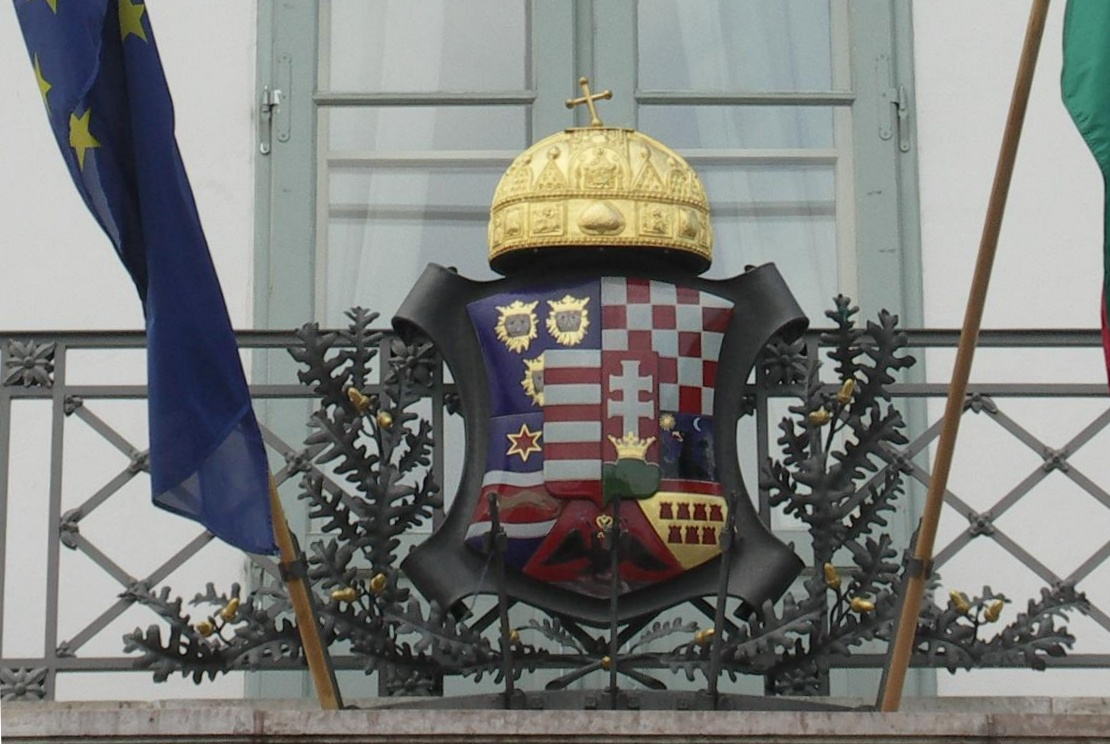
A történelmi Magyarország tűzzománc címere a Sándor-palotán

- Köztársasági Elnöki Hivatal Budapest, Sándor-palota Történelmi Magyarország tűzzománc címere (Rácz Gáborral közös munka)
- Hotel Lido, (Római-part) belsőépítészet és tűzzománc képek
- JOB fejvadász cég iroda design
- Winterthur Biztosító igazgatói iroda tűzzománc képei
- Babikszi oktató cég iroda belsőépítészeti látványa, díszítése
- Hunyadi Étterem (Budapest I. kerülete Hunyadi János utca) portája, felirat és cégér
- Köröm, Rákóczi-emlékpark tűzzománc idézetek
- Családi címerek magyar nemesi családok számára

## Kiállításai (válogatás)
- Tápiószentmárton 1988, önálló kiállítás
- Budapest-KÉSZ kiállítóterme 1989,  „Egy magyar család” c. kiállítás
- Szentendre Szent Péter és Pál-templom 1990, önálló kiállítás
- Budapest Batthyány tér, Szt. Anna templom 1992, közös kiállítás Lehoczky Tivadarral
- Mai Magyar Bútortár 2002, Műcsarnok lakástrend kiállítás, Többfunkciós kanapé (Lehoczky Tivadarral közös munka)
- Szabadszállás 2003, közös kiállítás Zsuffa András építésszel és Rácz Kálmánnal
- Solymár 2003, „Tény és árnyék” c. önálló kiállítás
- Café Extra Budapest V. kerülete, Király Pál u. 2003. 05. 13., önálló kiállítás
- Nemzetközi Tűzzománc Triennálé 2004, (Olof Palme-ház)
- Café Rouge Bp., V. ker. 2004 „és mégis mozog a fény” c. önálló kiállítás
- Café Bouchon  Budapest VI. kerülete Zichy J. u. 2004 önálló kiállítás
- Pannon Udvarház, Mindszentkála 2005, önálló kiállítás
- Solymár Kud-Art Galéria 2006., Pilis Lelke Fesztivál csoportos kamarakiállítás
- Solymár 2006, „Csak tiszta forrásból” c. csoportos Bartók emlékkiállítás
- Nemzetközi Tűzzománc Triennálé 2007, (Olof Palme-ház)
- Országos Onkológiai Intézet 2008, Budapest
- Pilisszentiván, Elízium 2008
- 25 Év-25 Kép Jubileumi Kiállítás, Solymár 2008